# Stay With Me (平井堅單曲)
《Stay With Me》，日本男歌手平井堅的第5張單曲。1996年11月1日發行。

## 概述
- 平井堅1996年的第二張單曲，為第二張專輯《Stare At》的先行單曲。
- 2000年10月1日重新發行CD版。

## 收錄曲目
1. Stay With Me
  - 作詞：平井堅／作曲：Joe Rinoie／編曲：Joe Rinoie
2. Sweet Room
  - 作詞、作曲：平井堅／編曲：Joe Rinoie
3. Stay With Me（Original Karaoke）

## 外部連結
- Sony Music的作品介紹
  - 通常盤（页面存档备份，存于）